# Сибола у пламену
Сибола у пламену (енгл. Cibola Burn) је научно фантастични роман аутора Џејмса С.А. Корија. У питању је четврта књига у серијалу Пространство. Књига прати посаду Росинантеа на мисији под pokroviteqstvom УН на планети Сибола. 

## Заплет
Након догађаја који су претходили у књизи Абадонова капија човечанство је добило приступ на 1300 сунчевих система са насељивим планетама. На почетку књиге Уједињене нације, Марс и Алијанса спољњих планета (АСП), дају јединствено право истраживања планете Сибола приватној компанији која се бави научно истраживачким радом. И блокирају пролаз кроз капије, спречавајући не планирану колонизацију нових светова. 
Међутим проблем је што су неке планете већ колонизоване од стране избеглица из предходних ратова, Сибола такође поседује колонију Белтера избеглих са Ганимеда. Холден и посада Росинантеа стиже на Сиболу која је на ивици ратног сукоба између колониста и Корпорацијског људства који су дошли на планету. Ипак највећа опасност по Колонисте, научнике и Холдена нису међуљудски сукоби већ сама планета. Као и код насељавања америчког запада и многих других колонијалних пројеката на Земљи у прошлости, опасност долази од саме планете. Када тајанствена болест и ужасна катастрофа погоди и колонисте, научнике као и оне смештене у орбити планете, Холден мора да крене у истрагу древних ванземаљских цивилизација, како би пронашао начин да спаси све.

## Адаптација
Сибола у пламену, је адаптирана у телевизијској серији Пространство, кроз четврту сезону серије.